# Cyklon A
Cyklon A (niem. Zyklon A) – nazwa handlowa ciekłej mieszaniny cyjanomrówczanu metylu i chloromrówczanu metylu (w stosunku 9:1).
Środek ten był produkowany w latach trzydziestych XX w. w Niemczech jako insektycyd z przeznaczeniem do opryskiwania drzew owocowych. Nad drzewkiem stawiano namiot w celu uzyskania większych stężeń trującego cyjanowodoru uwalnianego pod wpływem pary wodnej w wyniku reakcji: 
NC-COOCH3 + H2O → HCN↑ + CO2↑ + CH3OH
Prawdopodobnie był także sporadycznie wykorzystywany przez Niemców do mordowania ludzi w obozach koncentracyjnych (KL Sachsenhausen), w sposób podobny jak z użyciem cyklonu B.
W literaturze historycznej spotyka się niekiedy błędne twierdzenie – wywodzące się z publikacji amerykańskiego historyka holokaustu Raula Hilberga („The Destruction of European Jewry”, I wyd. 1961) – o oznaczeniach kodowych Zyklon A, B, C, D, E, F, mających oznaczać malejące nasilenie toksyczności poszczególnych rodzajów tych preparatów. W rzeczywistości Niemcy produkowali dwa preparaty cyklonu, różniące się składem chemicznym. Z cyklonu A cyjanowodór powstawał w reakcji chemicznej, zaś cyklon B stanowił grudki ziemi okrzemkowej nasączonej cyjanowodorem, parującym pod wpływem ciepła.